# Elven Star
Elven Star (1990) este al doilea roman scris de Margaret Weis și Tracy Hickman din seria The Death Gate.

## Povestea
Cartea prezintă cercetările asupra lumii Pryan pe care le face Haplo la porunca Lordului din Nexus. Pryan este lumea focului, una dintre cele patru lumi elementare din universul seriei, lume creată prin Despărțirea Pământului. 